# ジョー・ウイダー
ジョー・ウイダー(Joe Weider)ことジョセフ・ウイダー（Joseph Weider [ˈwiːdər]、1919年11月29日 - 2013年3月23日）は、カナダ出身のボディビルダー、実業家である。
弟のベン・ウイダーとともに国際ボディビルダーズ連盟(IFBB)を設立し、ミスター・オリンピア、ミズ・オリンピアなどのボディビルコンテストを創始した。また、『マッスル・アンド・フィットネス』、『フレックス』、『メンズ・フィットネス』、『シェイプ』などのボディビル、フィットネス関連の雑誌を発行し、フィットネス用の機器やサプリメントの製造メーカーを起業した。

## 生涯
ウイダーは1919年11月29日にケベック州モントリオールで生まれた。両親はポーランドのクルフから移住したユダヤ人だった。
1936年、一家でウイダー・ニュートリション(Weider Nutrition)（現 シフ・ニュートリション・インターナショナル）という会社を設立した。この会社は、世界初のスポーツ向け栄養食品の会社とされている。
1940年に、最初の雑誌『ユア・フィジーク(Your Physique)』を創刊した。同年、自宅のガレージで自動車の車輪と車軸からバーベルを作った。1950年代にはボディビルの指導を始めた。
1946年、弟のベンとともに国際ボディビルダーズ連盟を設立した。
1953年に『ユア・フィジーク』誌を『マッスル・ビルダー(Muscle Builder)』に改称した。1980年には『マッスル・アンド・フィットネス(Muscle & Fitness)』となった。その他に、『ミスター・アメリカ(Mr. America)』、『マッスル・パワー(Muscle Power)』、『シェイプ(Shape)』、『フィット・プレガンシー(Fit Pregnancy)』、『メンズ・フィットネス(Men's Fitness)』、『フレックス(Flex)』などのボディビル、フィットネス関連の雑誌を多数発行している。この他に、ポルノ雑誌の『ジェム』(Jem)と『ムッシュ』(Monsieur)を発行していたが、これらについては少なくとも2度、猥褻物法による取締りを受けている。
ウイダーは、1981年の『The Weider System of Bodybuilding（ウイダー・ボディビルディング・システム）』など多数の本を執筆し、2006年には弟との共著による自伝『Brothers Of Iron（鋼鉄兄弟）』を出版した。
2003年、保有する出版社「ウイダー・パブリケーションズ」をアメリカン・メディア。
2013年3月23日、ロサンゼルスのシダーズ＝シナイ医療センターで、心不全のため93歳で死去した。

## 訴訟
1972年、ウイダー兄弟は郵便監察局の調査を受けた。これは、若い頃のアーノルド・シュワルツェネッガーの写真をパッケージに使用し、「1日1ポンド体重を増やすことができる」と謳っていた栄養補助食品「ウイダー・フォーミュラNo.7」に対する苦情を受けてのものだった。審判ではシュワルツェネッガーも証言を行い、表現を変更するように求められた。同年には、著書で「たった12個の短いレッスンを受けるだけで、護身術の戦士になれる」と主張したことが問題視された。
ウイダーのフィットネス器具「5ミニッツ・ボディ・シェイパー」の宣伝で、1日数分使用するだけで大幅な体重減少ができると謳い、誤解を招くような「使用前・使用後」の写真を掲載したことに対して訴訟が起こされた。1976年、連邦最高裁は「虚偽の広告」であるという判断を下し、購入者10万人に対する代金の返金を命じた。
1980年代には、連邦取引委員会(FTC)から何度か告発された。1984年にはウイダーの「アナボリック・メガパック」と「ダイナミック・ライフ・エッセンス」の広告が誤解を招くとして告発し、1985年には「筋肉をつける」「アナボリックステロイドの代替品」などの主張が虚偽であると認められ、ウイダーはこのような表現をしないこと、総額40万ドル以上の返金、もしくは栄養と筋肉の構築の関係に関する研究への資金提供を行うことに同意した。また、2000年にはウイダー・ニュートリションの体重減量に関する製品についての虚偽の広告を告発した。FTCとウイダー社は、40万ドルの支払いと、同社の全ての広告について根拠のない主張を行わないことで和解した。

## 私生活
ヘドウィゲス・"ヴィッキー"・ウザー(Hedwiges "Vicky" Uzar)と結婚し、娘のリディア・ロス(Lydia Ross)をもうけた。ヴィッキーとの結婚中、ウイダーは当時人気のピンナップガールだったベティ・ブロスマーと出会い、付き合うようになった。ヴィッキーとは1960年に離婚し、翌1961年にベティと結婚した。それ以来、ベティはベティ・ウイダーと名乗り、夫と共にボディビル関係の仕事をするようになった。ボディビルの本も共同で執筆している。

## 賞と栄誉
アーノルド・シュワルツェネッガーは、自分がボディビルを始め、渡米したのはウイダーがきっかけだったと述べている。
2006年、ウイダー兄弟はヤングメンズ・ヘブライ協会の生涯功労賞を受賞した。

## 大衆文化において
2018年、ウイダー兄弟の生涯を主題とした映画『ビガー』(Bigger)が公開された。ジョー・ウイダーをタイラー・ホークリン、ベン・ウイダーをアナイリン・バーナード、2人目の妻のベティ・ウイダーをジュリアン・ハフが演じた。

## 著書
- Joe Weider; Bob Oskam (1983). The Olympians: The Story of the Mr. Olympia Contest. St. Martin's Press. ISBN 978-0-312-58428-3
- Joe Weider (November 1981). Bodybuilding, the Weider approach. Contemporary Books. ISBN 978-0-8092-5909-0
- Joe Weider; Weider (1982). Women's Weight Training and Bodybuilding Tips and Routines. Contemporary Books. ISBN 978-0-8092-5754-6
- Joe Weider; Bill Reynolds (May 31, 1983). The Weider system of bodybuilding. Contemporary Books. ISBN 978-0-8092-5559-7
- Betty Weider; Joe Weider (October 1, 1984). The Weider body book. Contemporary Books. ISBN 978-0-8092-5429-3
- Joe Weider (1990). The Best of Joe Weider's Flex Nutrition and Training Programs. McGraw-Hill. ISBN 978-0-8092-4118-7
- Joe Weider (1991). Joe Weider's Mr. Olympia Training Encyclopedia. McGraw-Hill. ISBN 978-0-8092-4040-1
- Joe Weider; Bill Reynolds (1999). Joe Weider's ultimate bodybuilding: the master blaster's principles of training and nutrition. Contemporary Books. ISBN 978-0-8092-9775-7
- Daniel Levesque (January 1, 2004). The Weider Weight Training Log: Including a Daily Planner. Hushion House. ISBN 978-0-9684004-2-5
- Ben Weider; Joe Weider; Daniel Gastelu (2003). The Edge: Ben and Joe Weider's Guide to Ultimate Strength, Speed, and Stamina. Penguin. ISBN 978-1-58333-144-6